# Provinz Tane

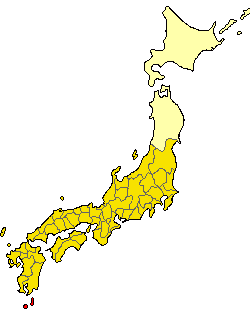
Provinz Tane (rot, ganz im Süden)

Tane (japanisch 多禰国 Tane no kuni) war eine der historischen Provinzen Japans. Sie bestand aus den Inseln Tanegashima (Insel von Tane) und Yakushima (Insel Yaku), südlich von Kyūshū.

## Geschichte
Tane wurde im 7. Jahrhundert als Insel Tane (多禰島/多禰嶋 Tane no shima) bezeichnet. Die darauf lebenden Hayato entrichteten Japan Tribut, waren politisch jedoch autonom. So erwähnt das Nihon Shoki für die Regierungszeit von Kaiser Temmu zwischen 677 und 683 mehrere Gesandtschaften Tanes am kaiserlichen Hof und Gegenbesuche japanischer Botschafter. Das Land wird als fruchtbar beschrieben, mit zwei Reisernten im Jahr. Bedeutende Erzeugnisse waren Gardenien die als Färberpflanze genutzt wurden, Binse und Meeresfrüchte.
In der Chronik Shoku Nihongi findet sich für das Jahr 702 folgender Eintrag für das hier 多褹 geschriebene Tane:

「八月丙申、朔。薩摩・多褹。隔化逆命。於是発兵征討。遂校戸置吏焉.」

„8. Monat, 1. Tag: Satsuma und Tane wandten sich ab und widersetzten sich den Befehlen. Die Armee wurde entsandt und eroberte sie. Die Bevölkerung wurde gezählt und Beamte eingesetzt.“

Dies markiert die Gründung der Provinzen Satsuma und Tane. 824 wurde Tane an die Provinz Ōsumi angegliedert.